# Goudal Gorou
Goudal Gorou (auch: Goudel Gorou) ist ein Dorf im Arrondissement Niamey I der Stadt Niamey in Niger.

## Geographie
Das von einem traditionellen Ortsvorsteher (chef traditionnel) geleitete Dorf liegt am Nordrand des ländlichen Gemeindegebiets von Niamey an der Nationalstraße 24 nach Ouallam. Ein Nachbardorf im Süden ist Bangou-Tondibia. Bei Goudal Gorou verläuft ein Trockental. Das Wort gorou kommt aus der Sprache Zarma und bedeutet „Trockental“.

## Bevölkerung
Bei der Volkszählung 2012 hatte Goudal Gorou 344 Einwohner, die in 52 Haushalten lebten. Bei der Volkszählung 2001 betrug die Einwohnerzahl 446 in 72 Haushalten.